# Novi Plauci
Novi Plauci (en llatí Novius Plautius) va ser un artista romà, especialista en els treballs i l'ornamentació amb metall (caelatura). Es calcula que va viure a la meitat del segle iii aC.
Va ser l'autor de diverses obres de gran bellesa i perfecció trobades en diverses tombes a Itàlia, a Praeneste i al temple de la Fortuna, generalment d'ofrenes fetes per dones. Un dels objectes trobats i signat per Plauci mostra, magníficament gravades, escenes de l'expedició dels argonautes.